# Бураков Олег Андрійович
Олег Андрійович Бураков (18 жовтня 1991, с. Мишків, Тернопільська область — 19 серпня 2022, Донецька область) — український військовослужбовець, старший солдат Збройних сил України, учасник російсько-української війни. Кавалер ордена «За мужність» III ступеня (2022, посмертно).

## Життєпис
Олег Бураков народився 18 жовтня 1991 року в селі Мишків, нині Більче-Золотецької громади Чортківського району Тернопільської области України.
Від 2016 року на фронті. У 2020 році підписав контракт. Командир обчислювального відділу взводу звукометричної розвідки батареї управління артилерійської розвідки.
Загинув 19 серпня 2022 року під час виконання бойового завдання на Донеччині.
Похований 22 серпня 2022 року в родинному селі.

## Нагороди
- орден «За мужність» III ступеня (9 листопада 2022, посмертно) — за особисту мужність і самовіддані дії, виявлені у захисті державного суверенітету та територіальної цілісності України, вірність військовій присязі[1].